# Lag Europa
Lag Europa var ett ishockeylag som deltog i den internationella ishockeyturneringen World Cup i ishockey 2016 och innehöll ishockeyspelare som kom från europeiska nationer som inte deltog med egna landslag, det vill säga inga ishockeyspelare från Finland, Ryssland, Sverige och Tjeckien var berättigad till att spela för Lag Europa.
Inför World Cup var laget tippad som en av turneringens sämsta lag, de dock överraskade och vann två av sina tre gruppspelsmatcher och avancerade till semifinal och som de vann när de besegrade Sverige. I finalen blev Kanada dock för svåra när de vann två raka finalmatcher.

## Spelartruppen
Källa: 
| 78 | Frankrike | Pierre-Édouard Bellemare | HF | 6 mars 1985      | Le Blanc-Mesnil, Frankrike              | Philadelphia Flyers |
| 89 | Danmark   | Mikkel Bødker            | VF | 16 december 1989 | Brøndby, Danmark                        | San Jose Sharks     |
| 33 | Slovakien | Zdeno Chára – A          | B  | 18 mars 1977     | Trenčín, Tjeckoslovakien                | Boston Bruins       |
| 29 | Tyskland  | Leon Draisaitl           | C  | 27 oktober 1995  | Köln, Tyskland                          | Edmonton Oilers     |
| 10 | Tyskland  | Christian Ehrhoff        | B  | 6 juli 1982      | Moers, Västtyskland                     | —                   |
| 12 | Slovakien | Marián Gáborík           | HF | 14 februari 1982 | Trenčín, Tjeckoslovakien                | Los Angeles Kings   |
| 36 | Danmark   | Jannik Hansen            | HF | 15 mars 1986     | Herlev, Danmark                         | Vancouver Canucks   |
| 81 | Slovakien | Marián Hossa             | HF | 12 januari 1979  | Stará Ľubovňa, Tjeckoslovakien          | Chicago Blackhawks  |
| 59 | Schweiz   | Roman Josi               | B  | 1 juni 1990      | Bern, Schweiz                           | Nashville Predators |
| 11 | Slovenien | Anže Kopitar – C         | C  | 24 augusti 1987  | Jesenice, SR Slovenien, SFR Jugoslavien | Los Angeles Kings   |
| 22 | Schweiz   | Nino Niederreiter        | HF | 8 september 1992 | Chur, Schweiz                           | Minnesota Wild      |
| 51 | Danmark   | Frans Nielsen            | C  | 24 april 1984    | Herning, Danmark                        | Detroit Red Wings   |
| 8  | Tyskland  | Tobias Rieder            | HF | 10 januari 1993  | Landshut, Tyskland                      | Arizona Coyotes     |
| 5  | Schweiz   | Luca Sbisa               | B  | 30 januari 1990  | Ozieri, Italien                         | Vancouver Canucks   |
| 44 | Tyskland  | Dennis Seidenberg        | B  | 18 juli 1981     | Villingen-Schwenningen, Västtyskland    | —                   |
| 2  | Slovakien | Andrej Sekera            | B  | 8 juni 1986      | Bojnice, Tjeckoslovakien                | Edmonton Oilers     |
| 7  | Schweiz   | Mark Streit – A          | B  | 11 december 1977 | Englisberg, Schweiz                     | Philadelphia Flyers |
| 21 | Slovakien | Tomáš Tatar              | VF | 1 december 1990  | Dubnica, Tjeckoslovakien                | Detroit Red Wings   |
| 26 | Österrike | Thomas Vanek             | VF | 19 januari 1984  | Baden, Österrike                        | Detroit Red Wings   |
| 63 | Norge     | Mats Zuccarello Aasen    | HF | 1 september 1987 | Oslo, Norge                             | New York Rangers    |

| 1  | Tyskland  | Thomas Greiss    | 29 januari 1986  | Füssen, Västtyskland        | New York Islanders  |
| 31 | Tyskland  | Philipp Grubauer | 25 november 1991 | Rosenheim, Tyskland         | Washington Capitals |
| 41 | Slovakien | Jaroslav Halák   | 13 maj 1985      | Bratislava, Tjeckoslovakien | New York Islanders  |

### Spelare som tackade nej
| Namn              | Pos | Födelsedatum   | Födelseplats     | Lag                 | Ersattes av:                | Källa |
| ----------------- | --- | -------------- | ---------------- | ------------------- | --------------------------- | ----- |
| Frederik Andersen | MV  | 2 oktober 1989 | Herning, Danmark | Toronto Maple Leafs | Philipp Grubauer (Capitals) | [ 8 ] |

## Organisation
Källa: 

### Ledning
| Funktion        |           | Namn              | Lag                  |
| --------------- | --------- | ----------------- | -------------------- |
| General manager | Slovakien | Miroslav Šatan    | —                    |
| Scout           | Slovakien | Peter Bondra      | —                    |
| Scout           | Kanada    | Sean Burke        | Montreal Canadiens   |
| Scout           | Kanada    | Lorne Henning     | Genève-Servette HC   |
| Scout           | Tjeckien  | Václav Nedomanský | Vegas Golden Knights |

### Lagledning
| Funktion             |          | Namn          | Lag           |
| -------------------- | -------- | ------------- | ------------- |
| Tränare              | Tyskland | Ralph Krueger | —             |
| Assisterande tränare | Kanada   | Paul Maurice  | Winnipeg Jets |
| Assisterande tränare | Kanada   | Brad Shaw     | —             |

## Statistik
Statistiken är kombinerad statistik för 2016 års World Cup och dess träningsmatcher.

### Matcher
|             | 8 september 2016 | Europa                  | 0 – 4                   | Nordamerika | Centre Vidéotron                                                                  |                                                                                   |
| 20:00 UTC−4 | 20:00 UTC−4      | (0–0, 0–3, 0–1) Rapport | (0–0, 0–3, 0–1) Rapport | (0–0, 0–3, 0–1) Rapport | Québec, Québec, Kanada · Publik: 18 005 · Domare: · Wes McCauley · Dan O'Halloran | Québec, Québec, Kanada · Publik: 18 005 · Domare: · Wes McCauley · Dan O'Halloran |
| 20:00 UTC−4 | 20:00 UTC−4      |                         | Mål                     | (23:52) (PP)Nathan MacKinnon Assists: Aaron Ekblad, Johnny Gaudreau (26:22) Ryan Nugent-Hopkins (28:34) Johnny Gaudreau Assists: Brandon Saad, Jack Eichel (52:52) (str.) Nathan MacKinnon | Québec, Québec, Kanada · Publik: 18 005 · Domare: · Wes McCauley · Dan O'Halloran | Québec, Québec, Kanada · Publik: 18 005 · Domare: · Wes McCauley · Dan O'Halloran |
| 20:00 UTC−4 | 20:00 UTC−4      |                         |                         | | Québec, Québec, Kanada · Publik: 18 005 · Domare: · Wes McCauley · Dan O'Halloran | Québec, Québec, Kanada · Publik: 18 005 · Domare: · Wes McCauley · Dan O'Halloran |
| 20:00 UTC−4 | 20:00 UTC−4      |                         |                         | | Québec, Québec, Kanada · Publik: 18 005 · Domare: · Wes McCauley · Dan O'Halloran | Québec, Québec, Kanada · Publik: 18 005 · Domare: · Wes McCauley · Dan O'Halloran |
| 20:00 UTC−4 | 20:00 UTC−4      |                         |                         | | Québec, Québec, Kanada · Publik: 18 005 · Domare: · Wes McCauley · Dan O'Halloran | Québec, Québec, Kanada · Publik: 18 005 · Domare: · Wes McCauley · Dan O'Halloran |
| 20:00 UTC−4 | 20:00 UTC−4      |                         |                         | | Québec, Québec, Kanada · Publik: 18 005 · Domare: · Wes McCauley · Dan O'Halloran | Québec, Québec, Kanada · Publik: 18 005 · Domare: · Wes McCauley · Dan O'Halloran |

|             | 11 september 2016 | Nordamerika | 7 – 4                   | Europa | Centre Bell                                                                           |                                                                                       |
| 15:30 UTC−4 | 15:30 UTC−4       | (5–1, 0–2, 2–1) Rapport | (5–1, 0–2, 2–1) Rapport | (5–1, 0–2, 2–1) Rapport | Montréal, Québec, Kanada · Publik: 17 243 · Domare: · Kelly Sutherland · Dan O'Rourke | Montréal, Québec, Kanada · Publik: 17 243 · Domare: · Kelly Sutherland · Dan O'Rourke |
| 15:30 UTC−4 | 15:30 UTC−4       | Aaron Ekblad (5:20) Assists: Auston Matthews, Brandon Saad Dylan Larkin (6:27) Assists: Vincent Trocheck, Ryan Murray Aaron Ekblad (7:19) Assist: Nathan MacKinnon Morgan Rielly (10:22) Assist: Jonathan Drouin Johnny Gaudreau (15:54) Assist: Mark Scheifele Johnny Gaudreau (51:29) Assists: Nathan MacKinnon, Colton Parayko Dylan Larkin (59:46) Assists: Jack Eichel, Colton Parayko | Mål                     | (8:55) Pierre-Édouard Bellemare Assist: Thomas Vanek (24:50) Marián Gáborík Assists: Roman Josi, Pierre-Édouard Bellemare (39:14) Marián Gáborík Assists: Frans Nielsen, Mats Zuccarello Aasen (48:17) Frans Nielsen Assists: Roman Josi, Mats Zuccarello Aasen | Montréal, Québec, Kanada · Publik: 17 243 · Domare: · Kelly Sutherland · Dan O'Rourke | Montréal, Québec, Kanada · Publik: 17 243 · Domare: · Kelly Sutherland · Dan O'Rourke |
| 15:30 UTC−4 | 15:30 UTC−4       | |                         | | Montréal, Québec, Kanada · Publik: 17 243 · Domare: · Kelly Sutherland · Dan O'Rourke | Montréal, Québec, Kanada · Publik: 17 243 · Domare: · Kelly Sutherland · Dan O'Rourke |
| 15:30 UTC−4 | 15:30 UTC−4       | |                         | | Montréal, Québec, Kanada · Publik: 17 243 · Domare: · Kelly Sutherland · Dan O'Rourke | Montréal, Québec, Kanada · Publik: 17 243 · Domare: · Kelly Sutherland · Dan O'Rourke |
| 15:30 UTC−4 | 15:30 UTC−4       | |                         | | Montréal, Québec, Kanada · Publik: 17 243 · Domare: · Kelly Sutherland · Dan O'Rourke | Montréal, Québec, Kanada · Publik: 17 243 · Domare: · Kelly Sutherland · Dan O'Rourke |
| 15:30 UTC−4 | 15:30 UTC−4       | |                         | | Montréal, Québec, Kanada · Publik: 17 243 · Domare: · Kelly Sutherland · Dan O'Rourke | Montréal, Québec, Kanada · Publik: 17 243 · Domare: · Kelly Sutherland · Dan O'Rourke |

|             | 14 september 2016 | Europa | 6 – 2                   | Sverige | Verizon Center                                                                  |                                                                                 |
| 19:00 UTC−4 | 19:00 UTC−4       | (1–0, 2–1, 3–1) Rapport | (1–0, 2–1, 3–1) Rapport | (1–0, 2–1, 3–1) Rapport | Washington, D.C., USA · Publik: 13 523 · Domare: · Kelly Sutherland · Chris Lee | Washington, D.C., USA · Publik: 13 523 · Domare: · Kelly Sutherland · Chris Lee |
| 19:00 UTC−4 | 19:00 UTC−4       | Leon Draisaitl (8:53) Assists: Nino Niederreiter, Zdeno Chára Tomáš Tatar (22:48) (PP) Assists: Marián Gáborík, Mark Streit Leon Draisaitl (34:31) Assists: Nino Niederreiter, Dennis Seidenberg Thomas Vanek (45:01) Assist: Mats Zuccarello Aasen Leon Draisaitl (46:46) Assists: Roman Josi, Dennis Seidenberg Anže Kopitar (59:28) Assists: Tomáš Tatar, Andrej Sekera | Mål                     | (37:07) (PP) Daniel Sedin Assists: Erik Karlsson, Oliver Ekman Larsson (55:09) Patric Hörnqvist Assists: Victor Hedman, Filip Forsberg | Washington, D.C., USA · Publik: 13 523 · Domare: · Kelly Sutherland · Chris Lee | Washington, D.C., USA · Publik: 13 523 · Domare: · Kelly Sutherland · Chris Lee |
| 19:00 UTC−4 | 19:00 UTC−4       | |                         | | Washington, D.C., USA · Publik: 13 523 · Domare: · Kelly Sutherland · Chris Lee | Washington, D.C., USA · Publik: 13 523 · Domare: · Kelly Sutherland · Chris Lee |
| 19:00 UTC−4 | 19:00 UTC−4       | |                         | | Washington, D.C., USA · Publik: 13 523 · Domare: · Kelly Sutherland · Chris Lee | Washington, D.C., USA · Publik: 13 523 · Domare: · Kelly Sutherland · Chris Lee |
| 19:00 UTC−4 | 19:00 UTC−4       | |                         | | Washington, D.C., USA · Publik: 13 523 · Domare: · Kelly Sutherland · Chris Lee | Washington, D.C., USA · Publik: 13 523 · Domare: · Kelly Sutherland · Chris Lee |
| 19:00 UTC−4 | 19:00 UTC−4       | |                         | | Washington, D.C., USA · Publik: 13 523 · Domare: · Kelly Sutherland · Chris Lee | Washington, D.C., USA · Publik: 13 523 · Domare: · Kelly Sutherland · Chris Lee |

|             | 17 september 2016 | Europa | 3 – 0                   | USA                     | Air Canada Centre                                                                   |                                                                                     |
| 15:30 UTC−4 | 15:30 UTC−4       | (1–0, 2–0, 0–0) Rapport | (1–0, 2–0, 0–0) Rapport | (1–0, 2–0, 0–0) Rapport | Toronto, Ontario, Kanada · Publik: 18 959 · Domare: · Kelly Sutherland · Gord Dwyer | Toronto, Ontario, Kanada · Publik: 18 959 · Domare: · Kelly Sutherland · Gord Dwyer |
| 15:30 UTC−4 | 15:30 UTC−4       | Marián Gáborík (04:19) Assists: Frans Nielsen, Mats Zuccarello Aasen Leon Draisaitl (24:02) Assists: Nino Niederreiter, Tobias Rieder Pierre-Édouard Bellemare (38:32) Assists: Jannik Hansen, Christian Ehrhoff | Mål                     |                         | Toronto, Ontario, Kanada · Publik: 18 959 · Domare: · Kelly Sutherland · Gord Dwyer | Toronto, Ontario, Kanada · Publik: 18 959 · Domare: · Kelly Sutherland · Gord Dwyer |
| 15:30 UTC−4 | 15:30 UTC−4       | |                         |                         | Toronto, Ontario, Kanada · Publik: 18 959 · Domare: · Kelly Sutherland · Gord Dwyer | Toronto, Ontario, Kanada · Publik: 18 959 · Domare: · Kelly Sutherland · Gord Dwyer |
| 15:30 UTC−4 | 15:30 UTC−4       | |                         |                         | Toronto, Ontario, Kanada · Publik: 18 959 · Domare: · Kelly Sutherland · Gord Dwyer | Toronto, Ontario, Kanada · Publik: 18 959 · Domare: · Kelly Sutherland · Gord Dwyer |
| 15:30 UTC−4 | 15:30 UTC−4       | |                         |                         | Toronto, Ontario, Kanada · Publik: 18 959 · Domare: · Kelly Sutherland · Gord Dwyer | Toronto, Ontario, Kanada · Publik: 18 959 · Domare: · Kelly Sutherland · Gord Dwyer |
| 15:30 UTC−4 | 15:30 UTC−4       | |                         |                         | Toronto, Ontario, Kanada · Publik: 18 959 · Domare: · Kelly Sutherland · Gord Dwyer | Toronto, Ontario, Kanada · Publik: 18 959 · Domare: · Kelly Sutherland · Gord Dwyer |

|             | 19 september 2016 | Tjeckien | 00002 – 3 (e.fl.)            | Europa | Air Canada Centre                                                                    |                                                                                      |
| 15:00 UTC−4 | 15:00 UTC−4       | (0–0, 1–1, 1–1, 0–1) Rapport                                                                                                   | (0–0, 1–1, 1–1, 0–1) Rapport | (0–0, 1–1, 1–1, 0–1) Rapport | Toronto, Ontario, Kanada · Publik: 8 574 · Domare: · Eric Furlatt · Kelly Sutherland | Toronto, Ontario, Kanada · Publik: 8 574 · Domare: · Eric Furlatt · Kelly Sutherland |
| 15:00 UTC−4 | 15:00 UTC−4       | Jakub Voráček (33:28) Assists: Michal Jordán, Milan Michálek Martin Hanzal (48:31) (PP) Assists: Vladimír Sobotka, Aleš Hemský | Mål                          | (30:04) Zdeno Chára Assists: Thomas Vanek, Pierre-Édouard Bellemare (42:17) Mats Zuccarello Aasen Assist: Jaroslav Halák (62:06) Leon Draisaitl Assist: Mats Zuccarello Aasen | Toronto, Ontario, Kanada · Publik: 8 574 · Domare: · Eric Furlatt · Kelly Sutherland | Toronto, Ontario, Kanada · Publik: 8 574 · Domare: · Eric Furlatt · Kelly Sutherland |
| 15:00 UTC−4 | 15:00 UTC−4       | |                              | | Toronto, Ontario, Kanada · Publik: 8 574 · Domare: · Eric Furlatt · Kelly Sutherland | Toronto, Ontario, Kanada · Publik: 8 574 · Domare: · Eric Furlatt · Kelly Sutherland |
| 15:00 UTC−4 | 15:00 UTC−4       | |                              | | Toronto, Ontario, Kanada · Publik: 8 574 · Domare: · Eric Furlatt · Kelly Sutherland | Toronto, Ontario, Kanada · Publik: 8 574 · Domare: · Eric Furlatt · Kelly Sutherland |
| 15:00 UTC−4 | 15:00 UTC−4       | |                              | | Toronto, Ontario, Kanada · Publik: 8 574 · Domare: · Eric Furlatt · Kelly Sutherland | Toronto, Ontario, Kanada · Publik: 8 574 · Domare: · Eric Furlatt · Kelly Sutherland |
| 15:00 UTC−4 | 15:00 UTC−4       | |                              | | Toronto, Ontario, Kanada · Publik: 8 574 · Domare: · Eric Furlatt · Kelly Sutherland | Toronto, Ontario, Kanada · Publik: 8 574 · Domare: · Eric Furlatt · Kelly Sutherland |

|             | 21 september 2016 | Kanada | 4 – 1                   | Europa                                                        | Air Canada Centre                                                                   |                                                                                     |
| 20:00 UTC−4 | 20:00 UTC−4       | (2–0, 1–1, 1–0) Rapport | (2–0, 1–1, 1–0) Rapport | (2–0, 1–1, 1–0) Rapport                                       | Toronto, Ontario, Kanada · Publik: 18 926 · Domare: · Dan O'Halloran · Dan O'Rourke | Toronto, Ontario, Kanada · Publik: 18 926 · Domare: · Dan O'Halloran · Dan O'Rourke |
| 20:00 UTC−4 | 20:00 UTC−4       | Sidney Crosby (04:01) Assist: Jay Bouwmeester Jonathan Toews (19:05) Assist: Matt Duchene Jonathan Toews (34:48) Assist: Logan Couture (57:33) Assists: Jonathan Toews, Marc-Édouard Vlasic | Mål                     | (24:38) Marián Hossa Assists: Anže Kopitar, Christian Ehrhoff | Toronto, Ontario, Kanada · Publik: 18 926 · Domare: · Dan O'Halloran · Dan O'Rourke | Toronto, Ontario, Kanada · Publik: 18 926 · Domare: · Dan O'Halloran · Dan O'Rourke |
| 20:00 UTC−4 | 20:00 UTC−4       | |                         |                                                               | Toronto, Ontario, Kanada · Publik: 18 926 · Domare: · Dan O'Halloran · Dan O'Rourke | Toronto, Ontario, Kanada · Publik: 18 926 · Domare: · Dan O'Halloran · Dan O'Rourke |
| 20:00 UTC−4 | 20:00 UTC−4       | |                         |                                                               | Toronto, Ontario, Kanada · Publik: 18 926 · Domare: · Dan O'Halloran · Dan O'Rourke | Toronto, Ontario, Kanada · Publik: 18 926 · Domare: · Dan O'Halloran · Dan O'Rourke |
| 20:00 UTC−4 | 20:00 UTC−4       | |                         |                                                               | Toronto, Ontario, Kanada · Publik: 18 926 · Domare: · Dan O'Halloran · Dan O'Rourke | Toronto, Ontario, Kanada · Publik: 18 926 · Domare: · Dan O'Halloran · Dan O'Rourke |
| 20:00 UTC−4 | 20:00 UTC−4       | |                         |                                                               | Toronto, Ontario, Kanada · Publik: 18 926 · Domare: · Dan O'Halloran · Dan O'Rourke | Toronto, Ontario, Kanada · Publik: 18 926 · Domare: · Dan O'Halloran · Dan O'Rourke |

|             | 25 september 2016 | Sverige | 00002 – 3 (e.fl.)            | Europa | Air Canada Centre                                                                   |                                                                                     |
| 13:00 UTC−4 | 13:00 UTC−4       | (0–0, 1–1, 1–1, 0–1) Rapport                                                                                                  | (0–0, 1–1, 1–1, 0–1) Rapport | (0–0, 1–1, 1–1, 0–1) Rapport | Toronto, Ontario, Kanada · Publik: 12 595 · Domare: · Dan O'Halloran · Dan O'Rourke | Toronto, Ontario, Kanada · Publik: 12 595 · Domare: · Dan O'Halloran · Dan O'Rourke |
| 13:00 UTC−4 | 13:00 UTC−4       | Nicklas Bäckström (22:31) Assists: Anton Strålman, Patric Hörnqvist Erik Karlsson (55:28) Assists: Henrik Sedin, Daniel Sedin | Mål                          | (36:27) Marián Gáborík Assists: Christian Ehrhoff, Anže Kopitar (40:12) Tomáš Tatar Assist: Andrej Sekera (63:43) Tomáš Tatar Assists: Mats Zuccarello Aasen, Anže Kopitar | Toronto, Ontario, Kanada · Publik: 12 595 · Domare: · Dan O'Halloran · Dan O'Rourke | Toronto, Ontario, Kanada · Publik: 12 595 · Domare: · Dan O'Halloran · Dan O'Rourke |
| 13:00 UTC−4 | 13:00 UTC−4       | |                              | | Toronto, Ontario, Kanada · Publik: 12 595 · Domare: · Dan O'Halloran · Dan O'Rourke | Toronto, Ontario, Kanada · Publik: 12 595 · Domare: · Dan O'Halloran · Dan O'Rourke |
| 13:00 UTC−4 | 13:00 UTC−4       | |                              | | Toronto, Ontario, Kanada · Publik: 12 595 · Domare: · Dan O'Halloran · Dan O'Rourke | Toronto, Ontario, Kanada · Publik: 12 595 · Domare: · Dan O'Halloran · Dan O'Rourke |
| 13:00 UTC−4 | 13:00 UTC−4       | |                              | | Toronto, Ontario, Kanada · Publik: 12 595 · Domare: · Dan O'Halloran · Dan O'Rourke | Toronto, Ontario, Kanada · Publik: 12 595 · Domare: · Dan O'Halloran · Dan O'Rourke |
| 13:00 UTC−4 | 13:00 UTC−4       | |                              | | Toronto, Ontario, Kanada · Publik: 12 595 · Domare: · Dan O'Halloran · Dan O'Rourke | Toronto, Ontario, Kanada · Publik: 12 595 · Domare: · Dan O'Halloran · Dan O'Rourke |

|       | 27 september 2016 | Kanada | 3 – 1                   | Europa                                                       | Air Canada Centre                                                                    |                                                                                      |
| 20:00 | 20:00             | (2–0, 0–1, 1–0) Rapport | (2–0, 0–1, 1–0) Rapport | (2–0, 0–1, 1–0) Rapport                                      | Toronto, Ontario, Kanada · Publik: 8 377 · Domare: · Wes McCauley · Kelly Sutherland | Toronto, Ontario, Kanada · Publik: 8 377 · Domare: · Wes McCauley · Kelly Sutherland |
| 20:00 | 20:00             | Brad Marchand (02:33) Assists: Patrice Bergeron, Sidney Crosby Steven Stamkos (13:20) Assist: Ryan Getzlaf Patrice Bergeron (49:24) Assists: Sidney Crosby, Brad Marchand | Mål                     | (27:00) Tomáš Tatar Assists: Dennis Seidenberg, Anže Kopitar | Toronto, Ontario, Kanada · Publik: 8 377 · Domare: · Wes McCauley · Kelly Sutherland | Toronto, Ontario, Kanada · Publik: 8 377 · Domare: · Wes McCauley · Kelly Sutherland |
| 20:00 | 20:00             | |                         |                                                              | Toronto, Ontario, Kanada · Publik: 8 377 · Domare: · Wes McCauley · Kelly Sutherland | Toronto, Ontario, Kanada · Publik: 8 377 · Domare: · Wes McCauley · Kelly Sutherland |
| 20:00 | 20:00             | |                         |                                                              | Toronto, Ontario, Kanada · Publik: 8 377 · Domare: · Wes McCauley · Kelly Sutherland | Toronto, Ontario, Kanada · Publik: 8 377 · Domare: · Wes McCauley · Kelly Sutherland |
| 20:00 | 20:00             | |                         |                                                              | Toronto, Ontario, Kanada · Publik: 8 377 · Domare: · Wes McCauley · Kelly Sutherland | Toronto, Ontario, Kanada · Publik: 8 377 · Domare: · Wes McCauley · Kelly Sutherland |
| 20:00 | 20:00             | |                         |                                                              | Toronto, Ontario, Kanada · Publik: 8 377 · Domare: · Wes McCauley · Kelly Sutherland | Toronto, Ontario, Kanada · Publik: 8 377 · Domare: · Wes McCauley · Kelly Sutherland |

|       | 29 september 2016 | Europa                                                    | 1 – 2                   | Kanada | Air Canada Centre                                                                   |                                                                                     |
| 20:00 | 20:00             | (1–0, 0–0, 0–2) Rapport                                   | (1–0, 0–0, 0–2) Rapport | (1–0, 0–0, 0–2) Rapport | Toronto, Ontario, Kanada · Publik: 19 080 · Domare: · Dan O'Halloran · Dan O'Rourke | Toronto, Ontario, Kanada · Publik: 19 080 · Domare: · Dan O'Halloran · Dan O'Rourke |
| 20:00 | 20:00             | Zdeno Chára (06:26) Assists: Andrej Sekera, Frans Nielsen | Mål                     | (57:07) (PP) Patrice Bergeron Assists: Brent Burns, Sidney Crosby (59:16) (BP) Brad Marchand Assists: Jonathan Toews, Alex Pietrangelo | Toronto, Ontario, Kanada · Publik: 19 080 · Domare: · Dan O'Halloran · Dan O'Rourke | Toronto, Ontario, Kanada · Publik: 19 080 · Domare: · Dan O'Halloran · Dan O'Rourke |
| 20:00 | 20:00             |                                                           |                         | | Toronto, Ontario, Kanada · Publik: 19 080 · Domare: · Dan O'Halloran · Dan O'Rourke | Toronto, Ontario, Kanada · Publik: 19 080 · Domare: · Dan O'Halloran · Dan O'Rourke |
| 20:00 | 20:00             |                                                           |                         | | Toronto, Ontario, Kanada · Publik: 19 080 · Domare: · Dan O'Halloran · Dan O'Rourke | Toronto, Ontario, Kanada · Publik: 19 080 · Domare: · Dan O'Halloran · Dan O'Rourke |
| 20:00 | 20:00             |                                                           |                         | | Toronto, Ontario, Kanada · Publik: 19 080 · Domare: · Dan O'Halloran · Dan O'Rourke | Toronto, Ontario, Kanada · Publik: 19 080 · Domare: · Dan O'Halloran · Dan O'Rourke |
| 20:00 | 20:00             |                                                           |                         | | Toronto, Ontario, Kanada · Publik: 19 080 · Domare: · Dan O'Halloran · Dan O'Rourke | Toronto, Ontario, Kanada · Publik: 19 080 · Domare: · Dan O'Halloran · Dan O'Rourke |

### Lag

#### Gruppspelet
|          | S | V | F | ÖF | ROW | RW | GM | IM | P |
| -------- | - | - | - | -- | --- | -- | -- | -- | - |
| Kanada   | 3 | 3 | 0 | 0  | 3   | 3  | 14 | 3  | 6 |
| Europa   | 3 | 2 | 1 | 0  | 2   | 1  | 7  | 6  | 4 |
| Tjeckien | 3 | 1 | 1 | 1  | 1   | 1  | 6  | 12 | 3 |
| USA      | 3 | 0 | 3 | 0  | 0   | 0  | 5  | 11 | 0 |

#### Slutspelet
Finalen spelades bäst av tre matcher.
|  | Semifinaler       | Semifinaler |   |  | Final                       | Final |  |
|  |                   |             |   |  |                             |       |  |
|  | 24 september 2016 |             |   |  |                             |       |  |
|  | Kanada            | 5           |   |  |                             |       |  |
|  | Ryssland          | 3           |   |  |                             |       |  |
|  |                   |             |   |  |                             |       |  |
|  |                   |             |   |  | 27 september-1 oktober 2016 |       |  |
|  |                   |             |   |  | Kanada                      | 2     |  |
|  |                   | Europa      | 0 |  |                             |       |  |
|  |                   |             |   |  |                             |       |  |
|  |                   |             |   |  |                             |       |  |
|  |                   |             |   |  |                             |       |  |
|  | 25 september 2016 |             |   |  |                             |       |  |
|  | Sverige           | 2           |   |  |                             |       |  |
|  | Europa (e.fl.)    | 3           |   |  |                             |       |  |

#### Maratontabellen
| Team        | SP | V | O | F | GM | IM |
| ----------- | -- | - | - | - | -- | -- |
| Sverige     | 2  | 2 | 0 | 0 | 9  | 4  |
| USA         | 1  | 1 | 0 | 0 | 3  | 0  |
| Tjeckien    | 1  | 1 | 0 | 0 | 3  | 2  |
| Nordamerika | 2  | 0 | 0 | 2 | 4  | 11 |
| Kanada      | 3  | 0 | 0 | 3 | 3  | 9  |

### Spelare
Källa: 
| Mats Zuccarello Aasen    | HF | 9 | 1 | 6 | 7 | 4 | +3 |
| Leon Draisaitl           | C  | 9 | 5 | 0 | 5 | 0 | +2 |
| Marián Gáborík           | HF | 7 | 4 | 1 | 5 | 4 | +1 |
| Tomáš Tatar              | VF | 9 | 4 | 1 | 5 | 2 | -2 |
| Anže Kopitar             | C  | 9 | 1 | 4 | 5 | 2 | -3 |
| Pierre-Édouard Bellemare | HF | 9 | 2 | 2 | 4 | 4 | +1 |
| Frans Nielsen            | C  | 9 | 1 | 3 | 4 | 0 | 0  |
| Zdeno Chára              | B  | 9 | 2 | 1 | 3 | 6 | +1 |
| Thomas Vanek             | VF | 8 | 1 | 2 | 3 | 2 | -2 |
| Dennis Seidenberg        | B  | 7 | 0 | 3 | 3 | 2 | +1 |
| Christian Ehrhoff        | B  | 8 | 0 | 3 | 3 | 6 | +2 |
| Andrej Sekera            | B  | 9 | 0 | 3 | 3 | 4 | +5 |
| Nino Niederreiter        | HF | 9 | 0 | 3 | 3 | 2 | +1 |
| Roman Josi               | B  | 9 | 0 | 3 | 3 | 2 | -2 |
| Marián Hossa             | HF | 9 | 1 | 0 | 1 | 6 | -5 |
| Tobias Rieder            | HF | 8 | 0 | 1 | 1 | 0 | +2 |
| Jannik Hansen            | HF | 9 | 0 | 1 | 1 | 0 | -1 |
| Mark Streit              | B  | 9 | 0 | 1 | 1 | 6 | -1 |
| Luca Sbisa               | B  | 3 | 0 | 0 | 0 | 2 | -4 |
| Mikkel Bødker            | VF | 4 | 0 | 0 | 0 | 0 | -2 |

| Philipp Grubauer | 0 | 0 | 0 | 1,000 | 0,00  | 0 | 0   |
| Jaroslav Halák   | 9 | 4 | 5 | ,921  | 2,50  | 1 | 530 |
| Thomas Greiss    | 1 | 0 | 0 | ,500  | 24,00 | 0 | 10  |